# Наннини, Джанна
Джа́нна Нанни́ни (итал. Gianna Nannini; род. 14 июня 1954, Сиена, Тоскана, Италия) —  итальянская певица и композитор. Старшая сестра гонщика Формулы-1 Алессандро Наннини.

## Биография
Джанна Наннини родилась в Сиене 14 июня 1954 года, в контраде Ока. Её отец, Данило Наннини, был известным промышленным кондитером и в различные годы возглавлял футбольный клуб Siena Calcio.
Джанна учится в научном лицее и в музыкальной школе по классу фортепиано в консерватории города Лукка. Впоследствии она переезжает в Милан, чтобы посвятить себя музыке. В Милане она выступает в различных исторических заведениях, таких, как L’Osteria dell’Operetta, Le Scimmie, Il Rosso, и знакомится с блюзовым музыкантом Igor Campaner, который будет работать с ней на концертах, а в 1988 году поможет в работе над многими композициями для альбома Malafemmina.
В 2015 году Джанна Наннини перепела знаменитую песню L'immensità Дона Баки, впервые эта композиция прозвучала на международном фестивале СанРемо более 50 лет назад. В 1972 год Дон Баки сотрудничал с Софией Ротару для написания украинской версии итальянской песни L'immensità «Сизокрылый птах». 
И потом ее множество раз перепевали Il Volo,Тото Кутуньо, Мина, в том числе Джанна Наннини, которая также сняла видеоработу.
В 1990 году совместно с Эдоардо Беннато исполнила Un’estate italiana, официальный гимн Чемпионата мира по футболу, проходивший тогда в Италии.

## Личная жизнь
В августе 2010 года, в 56-летнем возрасте, она заявила, что беременна. 26 ноября того же года она родила дочку Пенелопу в одной из клиник Милана.

## Дискография
- Gianna Nannini (1976)
- Una radura (1977)
- California (1979)
- G.N. (1981)
- Sconcerto Rock (1981, Саундтрек)
- Latin Lover (1982)
- Puzzle (1984)
- Tutto Live (1985)
- Profumo (1986)
- Maschi e altri (1987)
- Malafemmina (1988)
- Scandalo (1990)
- Giannissima (1991)
- Maschi e altri (1992, на испанском языке)
- X Forza e X Amore (1993)
- Dispetto (1995)
- Le origini (1995), (в официальной дискографии нет)
- Bomboloni (1996)
- Cuore (1998)
- Momo (2002, Саундтрек)
- Aria (2002)
- Perle (2004)
- Grazie (2006)
- Pia come la canto io (2007)
- Giannabest (2007)
- Giannadream — Solo I Sogni Sono Veri (2009)
- Io E Te (2011)
- Inno (2013)
- Hitalia (2014)
- Fenomenale (2017)